# مؤسسة البصر الخيرية العالمية
أسست مؤسسة البصر الخيرية العالمية في عام 1990م بواسطة مجموعة من أطباء العيون، وهي مؤسسة خيرية تطوعية غير حكومية وغير ربحية مسجلة في العديد من الدول، تعمل في مجال مكافحة العمى في قارتي آسيا وإفريقيا وذلك عبر برنامج شامل ومتكامل يقوم على ثلاثة محاور:
- تيسير الحملات العلاجية المتنقلة: وذلك عبر إقامة حملات علاجية منتظمة سنوياً، ويتم اختيار الدول حسب الحاجة الماسة هناك ويتم في هذه الحملات العلاجية والتي لا يتجاوز مدتها الأسبوع عمل الفحوصات وإجراء العمليات وصرف الدواء والنظارات مجاناً وبلا مقابل.
- المستشفيات التخصصية الدائمة: بناء المستشفيات التخصصية المؤهلة والتي يتم تجهيزها بأحدث الأجهزة الطبية، فتكون منطلقاً للحملات العلاجية، وتعالج المرضى الذين يفدون إليها من أنحاء متفرقة بأسعار رمزية زهيدة، وتقدم الخدمات الطبية مصحوبة بتقديم الأدوية والنظارات والعدسات.
- إنشاء مراكز ومعاهد تدريب: من واقع الخبرة الواسعة في مجال طب العيون ارتأت مؤسسة البصر إقامة معاهد فنية تقنية لتدعم العمل وتزكي أدواره وتمدنا بما نحتاج من هذه الكوادر.
الجوائز والشهادات التقديرية المحلية والعالمية والتي منها:
- شهادة تقدير من منظمة الصحة العالمية لما تقوم به من عمل طبي إنساني.
- حصلت المؤسسة على نوط الواجب السوداني من الدرجة الأولى تقديراً لمجهودات المؤسسة في السودان.
- حازت المؤسسة على جائزة الأمير محمد بن فهد لأعمال البر. إحصائيات الحملات العلاجية إجمالية ( 1990 م حتى فبراير 2009م )
المستشفيات التخصصية الدائمة :
من خلال الخبرة الكبيرة التي حازت عليها المؤسسة عبر العمل لفترة طويلة في كل من قارتي آسيا وإفريقيا فقد اتضح جلياً الحاجة الماسة لإقامة مستشفيات ثابتة في مواطن الداء، هذه المستشفيات تكون كقاعدة أساسية لتنفيذ الحملات الطبية العلاجية المجانية لتحقيق هدف إيصال الخدمة الطبية للمحتاجين لها إلى مواقع تواجدهم، وتجهز هذه المستشفيات بأحدث ما توصل إليه العلم من الأجهزة في مجال طب العيون ومدها بكوادر طبية مؤهلة تأهيل عالي وذوي خبرة واسعة، وكادر إداري واسع الدراية بنظم العمل. وقد بلغ عدد المستشفيات 13 مستشفى تخصصي في طب العيون، تسير هذه المستشفيات بسعر التكلفة تخفيفاً عن فقراء المسلمين، وفيما يلي عرضاً تفصيلياً للمستشفيات التخصصية والمراكز الطبية التابعة للمؤسسة وإحصائياتها منذ تأسيسها والتي تشير بوضوح إلى الأعداد الكبيرة من المستفيدين من الخدمات الطبية التي تقدمها.
مستشفيات السودان:
1. بمنطقة الخرطوم الرياض مجمع مكة  لطب العيون (يتضمن معهد تدريب وتأهيل الأطباء والفنيين).
2. بمنطقة أم درمان مستشفى مكة لطب العيون.
3. بمنطقة بورتسودان مستشفى مكة لطب العيون.
4. بمنطقة نيالا (دارفور) مستشفى مكة لطب العيون.
5. بمنطقة ود مدني مستشفى مكة لطب العيون.
6. بمنطقة الكلاكلة مستشفى مكة لطب العيون.
7. بمنطقة الدمازين مستشفى مكة لطب العيون.
8.بمنطقة كسلا مستشفى مكة لطب العيون.
9.بمنطقة عطبرة مستشفى مكة لطب العيون.
10.بمنطقة الابيض مستشفى مكة لطب العيون.
مستشفيات اليمن:
1. بمنطقة المكلا مستشفى هيا اليحيا التخصصي لطب العيون.
2. بمنطقة عدن مستشفى مكة التخصصي لطب العيون.
مستشفيات باكستان:
1. بمنطقة كراتشي مجمع البراهيم التخصصي لطب العيون.
2. بمنطقة حيدر آباد مستشفى إسرا الجامعي للعيون.
3. بمنطقة كونري (السند) مركز البراهيم لطب العيون.
4. بمنطقة خاران (بلوشستان) مركز البراهيم لطب العيون.
5. بمنطقة كانديارو مستشفى الإبراهيم لطب العيون.
 مستشفيات نيجيريا:
1. بمنطقة كانو مستشفى مكة التخصصي لطب العيون.
2. بمنطقة بوتشي مستشفى مكة التخصصي لطب العيون.
مستشفيات بنغلاديش:
1. بمنطقة دكا مستشفى النور التخصصي لطب العيون.
2. بمنطقة اترا بدكا مستشفى مكة التخصصي لطب العيون.
مستشفي في أفغانستان:
1. بمنطقة جلال أباد مستشفى الجفالي.
مستشفيات النيجر:
1. بالعاصمة نيامي مستشفى مكة التخصصي لطب العيون.
2. بمنطقة مرادي مستشفى مكة التخصصي لطب العيون. الكليات التعليمة: كلية مكة التقنية لطب العيون-الخرطوم.

## وصلات خارجية
- موقع مؤسسة البصر الخيرية

موقع مؤسسة البصر الخيرية العالمية في السودان نسخة محفوظة 17 أبريل 2009 على موقع واي باك مشين.